# Суджанський краєзнавчий музей
Суджанський районний краєзнавчий музей — культурний заклад у місті Суджа Курської області Росії. Розташований на вулиці Карла Лібкнехта.

## Історія
Музей було засновано 22 травня 1962 року з ініціативи директора районного будинку культури А. Н. Зибалова та інструктора О. С. Волкова. Ще влітку 1955 року Зибалова та Волкова відкрили краєзнавчу кімнату, яку згодом рішенням Курського обласного виконкому було перетворено на районний краєзнавчий музей. Брав участь у оснащенні музею і краєзнавець Ф. П. Золенко.
З 21 грудня 1989 року Суджанський музей є філією Курського обласного краєзнавчого музею.
Розташований у будинку Чупилова, побудованому наприкінці XIX століття і визнаному пам'яткою архітектури. Двоповерхова будівля музею виконана з цегли. Його площа складає 314 кв. метрів. Експозиційно-виставкова площа займає 12 залів (220 кв. метрів). Фонди музею складають 9 тисяч екземплярів, включаючи картини художників Петра Ліхіна та Федора Конєва.
Відвідуваність музею становить від 6 до 9 тисяч осіб щорічно.
У серпні 2024 під час контролю Суджі ЗСУ в музеї було записано український історичний подкаст про українську історію Суджі.
14 березня 2025 року будівля музею була знищеною внаслідок одного із обстрілів Суджі.